# 仁壽上里
仁壽上里，是台灣南部自清治時期至日治初期的一個行政區劃，拆分自仁壽里，其範圍包括今高雄市的岡山區西南部、永安區西部、彌陀區全部及梓官區全部。
仁壽上里西邊瀕臨台灣海峽，北邊為文賢里、維新里，東邊為仁壽下里，南邊為興隆外里。

## 管轄街庄
仁壽上里共轄17個街庄：
- 今岡山區境內：阿公店街、前峰庄、後協庄、白米庄、街尾崙庄、港口崙庄、石螺潭庄
- 今永安區、彌陀區境內：舊港口庄
- 今彌陀區境內：鹽埕庄、海尾庄、彌陀港庄、漯底庄
- 今梓官區境內：梓官庄、大舍甲庄、茄苳坑庄、赤崁庄、蚵仔藔庄（包括頂蚵仔藔、下蚵仔藔）